# Вулиця Стрітенська (Полтава)
Стрі́тенська ву́лиця — вулиця у Шевченківському районі Полтави, одна з найдовших у місті. Пролягає приблизно від перехрестя з вулицею Пилипа Орлика через перетини з вулицями Соборності, Небесної Сотні, Державного Прапора, Юліана Матвійчука і Шевченка до вулиці Патріарха Мстислава. 

## Історія
Історія вулиці сягає XVIII століття. Колись вона об'єднувала територію Старої і Нової Полтавської фортеці. Починається від яру, у місці, де Полтава вже сходить на нижню частину міста і закінчується перетином з вулицею Трегубівською, тобто на території Кобищанів, які ще навіть у ХІХ ст. були за межами Полтави. Коли в 1802—1803 рр. виділили ділянку для богоугодного закладу (нині — обласна лікарня), то через відчужені приватні володіння проклали вулицю, перпендикулярно Ново-Полтавській, у бік Познанської греблі (вул. Миколи Дмітрієва) і назвали її Крайньою вулицею. Пізніше її продовжили у протилежному напрямку, до Стрітенської церкви, і по всій довжині вулицю почали називати Стрітенською на честь Стрітенської церкви, що містилася на ній. На картах старої Полтави позначалася як Стрітенська або Срітенська, залежно від того, як називали церкву. У 1933 році, в часи войовничого атеїзму, її було розібрано. На сьогодні від будівель, що належали церкві, збереглася лише одна. Тривалий час у ній містився дитячий кінотеатр «Салют». Навпроти нього раніше мешкав відомий світлописець Йосип Хмелевський. Крім нього, у різний час на цій вулиці проживали вчений-винахідник Олександр Шаргей, більш відомий як Юрій Кондратюк, та архітектор Лев Вайнгорт. На перетині вулиць Стрітенської та Короленка нині розміщується головний корпус Полтавського базового медичного коледжу. А колись ця територія належала богоугодним закладам. Тут же розташовувався і Хрестовоздвиженський костел.

Із радянських часів і до 2016 р. вулиця мала ідеологічну назву — Комсомольська. 20 травня 2016 у рамках виконання закону про декомунізацію голова Полтавської ОДА Валерій Головко своїм розпорядженням перейменував 115 топонімів у Полтаві, тим самим повернувши вулиці Комсомольській її історичну назву Стрітенська.

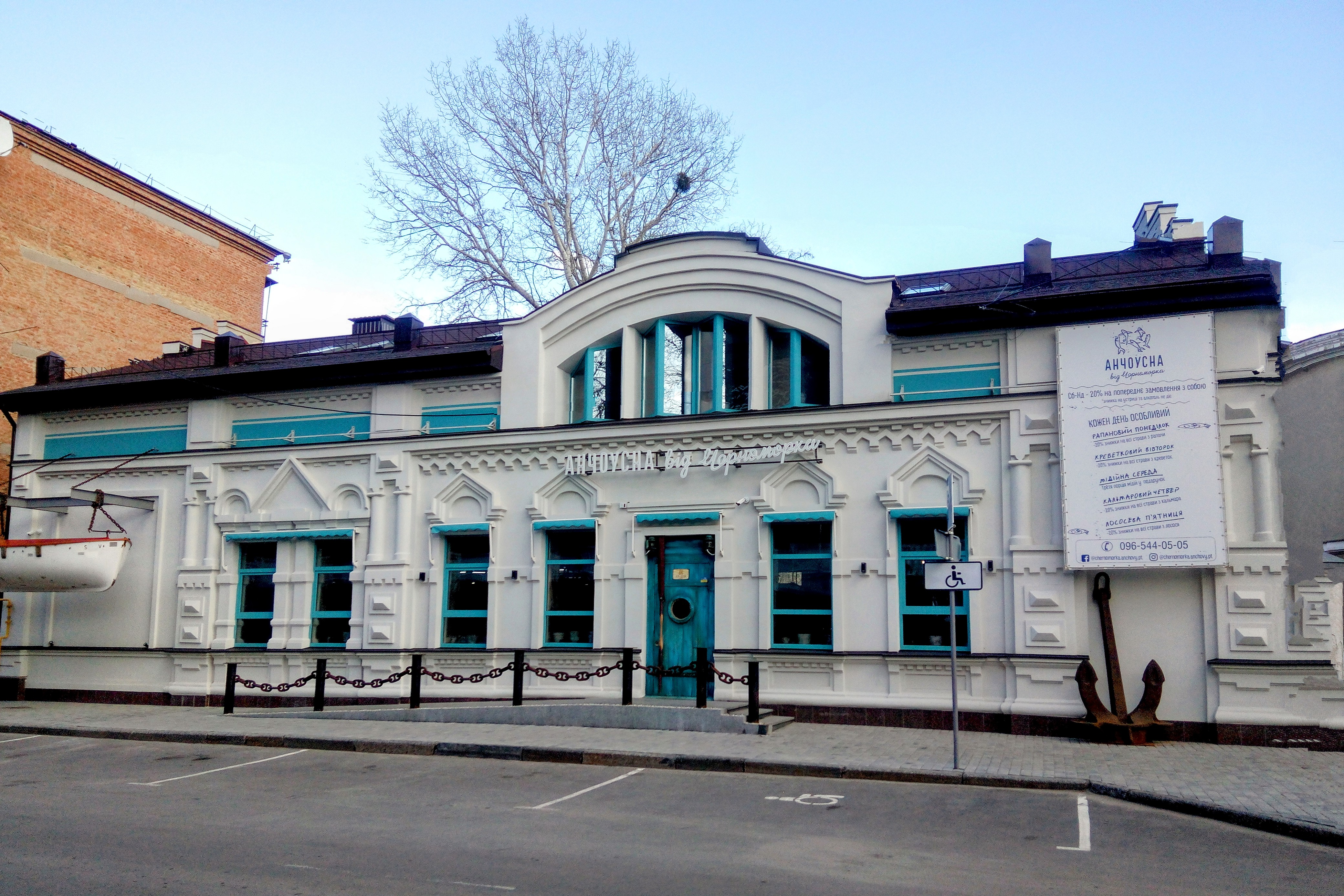
Будинок по вул. Стрітенській, 23